# Policijska uprava Slovenj Gradec
Policijska uprava Slovenj Gradec je bivša policijska uprava slovenske policije s sedežem na Francetovi cesti 9 (Slovenj Gradec). Zadnji (2007-2011) direktor uprave je bil Jurij Ferme.

## Zgodovina
Policijska uprava je bila ustanovljena 27. februarja 1999, ko je pričel veljati Odlok o ustanovitvi, območju in sedežu policijskih uprav v Republiki Sloveniji. V sklopu projekta Libra je bila policijska uprava ukinjena 31. maja 2011.

## Organizacija

### Splošne postaje
Pod policijsko upravo so spadale 4 policijske postaje, in sicer:
- Policijska postaja Slovenj Gradec
- Policijska postaja Ravne na Koroškem
- Policijska postaja Dravograd
- Policijska postaja Radlje ob Dravi
  - Policijska pisarna Mislinja
  - Policijska pisarna Črna na Koroškem
  - Policijska pisarna Mežica
  - Policijska pisarna Podvelka
  - Policijska pisarna Muta

### Mejna policija
- Postaja mejne policije Holmec

### Posebne postaje
- Postaja prometne policije Slovenj Gradec